# Acupalpus flavicollis
Acupalpus flavicollis es una especie de escarabajo del género Acupalpus, familia Carabidae. Fue descrita científicamente por Jacop Sturm en 1825.
Esta especie habita en Gran Bretaña, Dinamarca, Noruega, Suecia, Finlandia, Francia, Bélgica, Países Bajos, Alemania, Suiza, Austria, Chequia, Eslovaquia, Hungría, Polonia, Estonia, Letonia, Lituania, Bielorrusia, Ucrania, España, Italia, Eslovenia, Croacia, Bosnia y Herzegovina, Yugoslavia, Macedonia del norte, Albania, Grecia, Bulgaria, Rumania, Moldavia, Azores, Georgia, Kazajistán y Rusia.